# Francisco Oller
Francisco Manuel Oller y Cesteros (nacido el 17 de junio de 1833 en San Juan, Puerto Rico, fallecido el 17 de mayo de 1917 en San Juan) fue un pintor español, puertorriqueño, criollo, nacido en la entonces provincia ultramarina de Puerto Rico. Francisco Manuel Oller fue el único pintor puertorriqueño y latinoamericano que influyó en el desarrollo del impresionismo. Era el tercero de tres hijos de los acaudalados aristócratas españoles Cayetano Juan Oller y Fromesta and María del Carmen Cestero y Dávila, y nieto del Dr. Don Francisco Oller y Ferrer, natural de la provincia de Barcelona, quien era médico militar, e introdujo la vacunación anti-viruela a la Isla de Puerto Rico a principios del S.XIX, como parte del programa de Salud Pública del Gobierno Español bajo el rey Carlos IV, introdujo exitosamente los sistemas de vacunación e inoculación masivas contra las varias epidemias. 

## Primeros años
Francisco Manuel Oller y Cestero nació en Puerto Rico. De pequeño, estudió con Juan Cleto Noa, pintor que tenía una academia en San Juan, Puerto Rico. Francisco Manuel Oller mostraba tanto talento que en 1848 el General Juan Prim, entonces Gobernador de Puerto Rico, le ofreció la posibilidad de continuar sus estudios en Roma, pero su madre consideró que era demasiado joven.
Cuando por fin cumplió los 18 años, se trasladó a Madrid, para estudiar pintura en la Real Academia de San Fernando, bajo la tutoría de Federico Madrazo, Director del Museo del Prado. En 1858, se trasladó a París, Francia, donde estudió bajo la tutoría de Thomas Couture y donde se inscribió para estudiar en el Museo del Louvre bajo Gustave Courbet. Además de pintar, F. Manuel Oller también cantaba como barítono y participó en óperas italianas locales y frecuentaba cafés donde encontraba a otros artistas.
En 1859,  F. Manuel Oller realizó una exhibición de sus obras junto con Bazille, Renoir, Monet, y Sisley.
Para 1865, Francisco Manuel Oller era ya reconocido como el primer pintor impresionista puertorriqueño e hispánico. En 1868 fundó la Academia de Arte Libre de Puerto Rico.

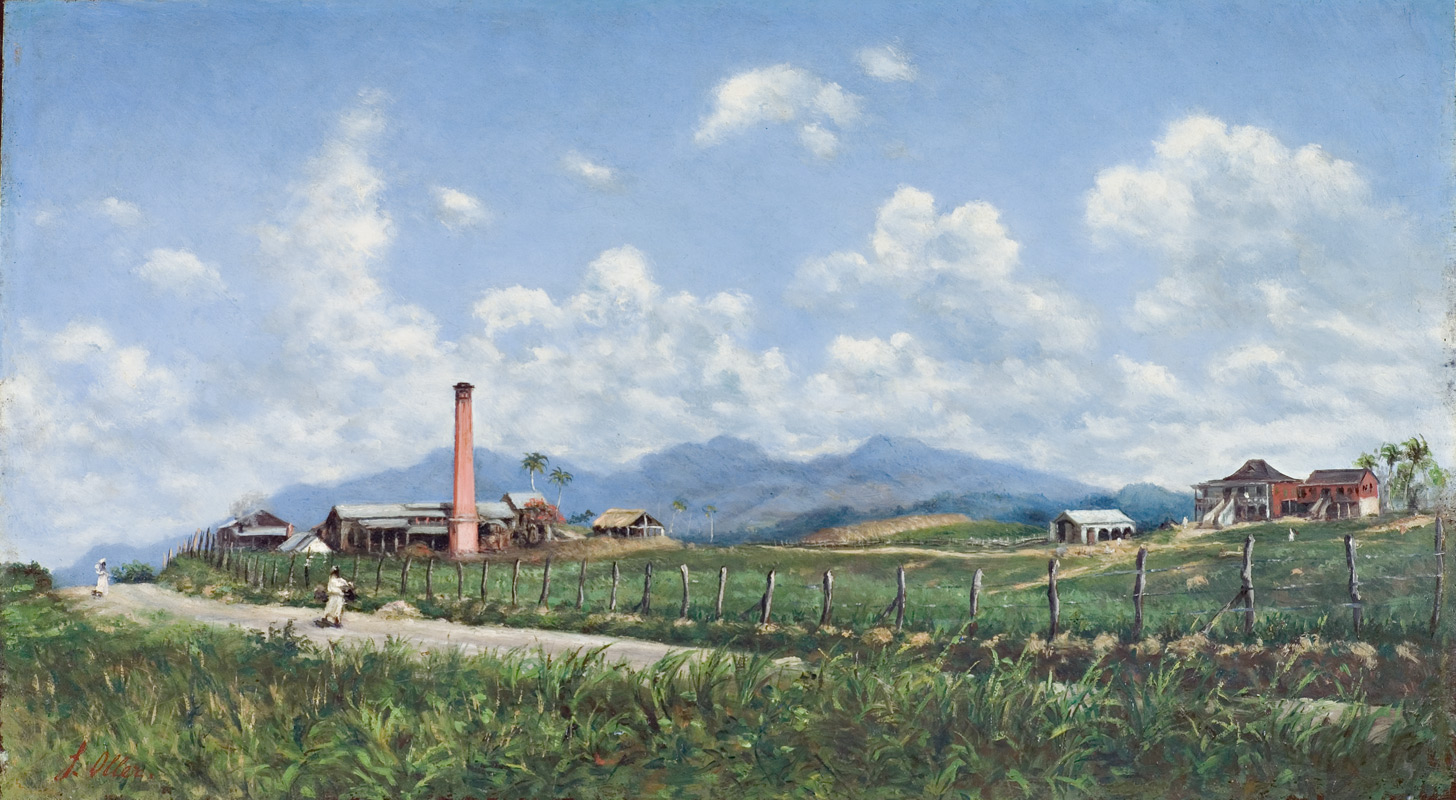
Hacienda Aurora, 1898, Museo de Arte de Ponce

## Últimos años
En 1884 fundó una academia de arte para señoritas. En 1871, el gobierno de España le concedió el título de pintor.
Francisco Oller falleció en 1917 en San Juan, Puerto Rico, un mes antes de cumplir 84 años.

## Organismos e instituciones con su nombre
Escada PS 61). Hay también la biblioteca Francisco Oller de la Escuela de Artes Plásticas de San Juan. El museo Francisco Manuel Oller de Bayamón contiene obras de muchos artistas, entre ellos, de Tomás Batista. En Búfalo está el Museo de Arte Francisco Oller y Diego Rivera, que contiene obras de Manuel Rivera-Ortiz.

## Lista de algunas de las obras de Oller

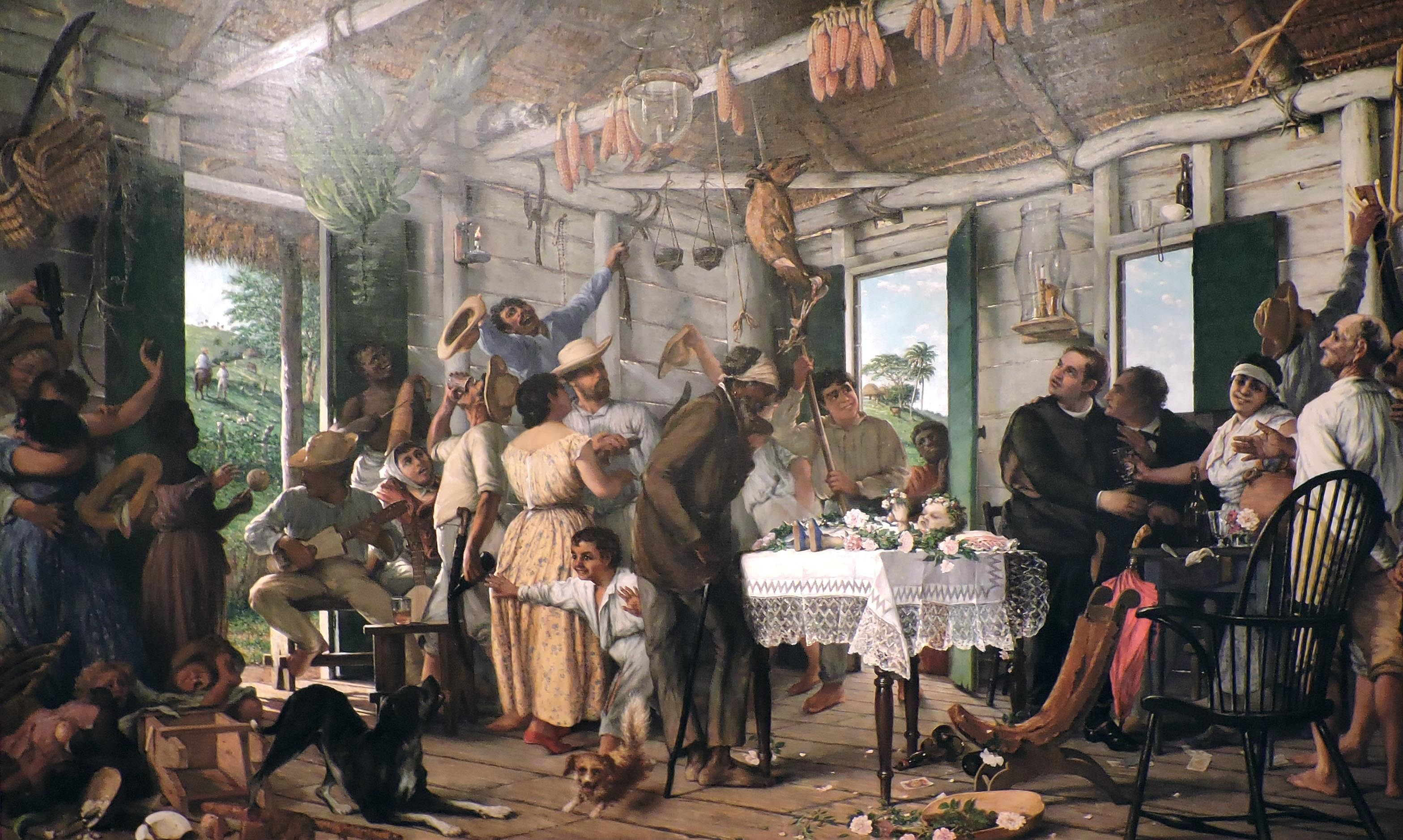
El Velorio, c. 1893, óleo sobre tela
Colección: Museo de Historia, Antropología y Arte UPR.

- El pleito de la herencia (1854-1856)
- Retrato de Manuel Sicardó (1866-1868)
- Las lavanderas (1887-1898)
- La Escuela del Maestro Rafael Cordero (1890-1892)
- El velorio (1893)
- Bodegón con piñas
- El cesante
- La ánimas
- La Virgen de la Concepción
- El estudiante
- El más feo del mundo
- Un mendigo
- Hacienda Aurora
- Bodegón con piñas[3]